# Артралгия
Артралги́я (от др.-греч. ἄρθρον — сустав + др.-греч. ἀλγέω  — чувствовать боль, страдать) — боли в суставах, имеющие летучий характер, при отсутствии объективных симптомов поражения суставов.

## Симптомы
Артралгия в противоположность артриту не сопровождается воспалительным симптомокомплексом, как то: отечностью, покраснением, нарушением функции пораженного сустава. При артралгиях не удается обнаружить и рентгенологических изменений в суставах.

## Причины возникновения
Как правило, артралгия является предвестником органических поражений суставов с развитием артроза или артрита. Но в то же время артралгия может быть и самостоятельным заболеванием, когда в течение длительного времени существования артралгии никаких органических изменений в суставах не происходит. Артралгия обусловлена раздражением нейрорецепторов, находящихся в синовиальной сумке сустава.
Также, артралгия - довольно частый побочный эффект при приеме флуоксетина
Имеется иное предположение: артралгия возникает при нарушениях в иммунной системе человека, когда нарушается взаимодействие в комплексе «комплемент-антиген-антитело». Это подтверждается в частности наличием аллергического компонента при возникновении артралгий. Очень часто артралгии возникают при заболеваниях, где затрагивается иммунная система. Известны артралгии при инфекциях и опухолях, при которых часто возникают аутоиммунные процессы. При туморах артралгии можно отнести к так называемому паранеопластическому синдрому.
Стабильные артралгии, то есть боли в суставах, характеризующихся специфическими паттернами, сохраняющимися на протяжении некоторого периода времени, а также имеющие воспалительную или «механическую» природу, являются основным предметов для последующего ревматологического исследования.

## Лечение
Лечение артралгий только симптоматическое — снятие болей анальгетиками. Однако самолечением артралгий лучше не заниматься, а пройти полное иммунное обследование у врача. Артралгия может оказаться первым симптомом серьёзного заболевания.